# Dölberg

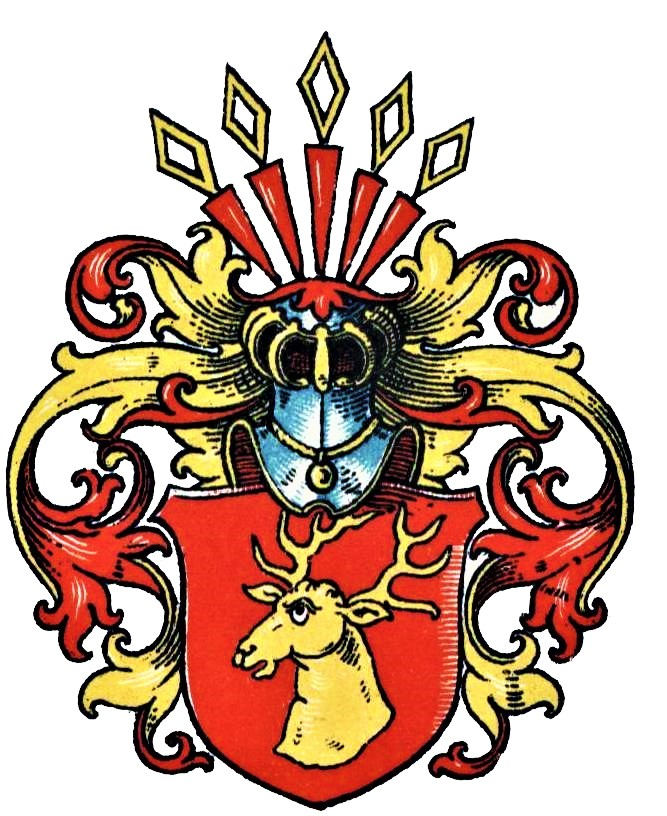
Wappen derer von Dölberg (genannt Suthausen) im Wappenbuch des Westfälischen Adels

Dölberg (auch: Dulberg, Dolberg, Dolberg genannt Suthausen, Suthausen genannt Dolberg, nur Suthausen, Suythausen, Sudthausen o. ä.) ist der Name eines westfälischen Adelsgeschlechts.
Die hier behandelte Familie ist von dem ebenfalls westfälischen, aber nicht verwandten Edelherrengeschlecht Dolberg zu unterscheiden.

## Geschichte
Der Stammsitz des Geschlechts lag in Nord-Lünern, heute ein Ortsteil der Stadt Unna. 1415 erscheint ein Johann von Dolberg, 1426 Johann von Suythusen gt. Dolberg. Im selben Jahr besiegelten die Gebrüder Goddert und Arnt von Suythusen gt. Dolberg die märkische Landesvereinigung auf Seiten der Ritterschaft. Sie siegelten mit dem Hirschkopf, allerdings ohne Hals und en face. Godert von Doilberg bedachte die Vikarie zu Lünern. Friedrich von Dulberg heiratete eine Frau von Wyck. Friedrich von Dülberg machte seinem Schwager Johann von Galen zu Kamen und dessen Ehefrau Maria Deutscher ein Legat. Am 28. Januar 1778 wurde dem Preußischen Leutnant beim Dragoner-Regiment „von Meier“, Arnold Adolph von Suthausen der Adelsstand bestätigt und erneuert. Nachkommen von ihm dienten im Preußischen Heer.
Die Familie kommt noch Anfang des 19. Jahrhunderts vor.

## Wappen
Blasonierung: In Rot ein goldener Hirschkopf mit Hals. Auf dem Helm fünf rote Pflöcke, jeder oben mit einer goldenen durchbrochenen Raute besteckt. Die Helmdecken sind rot-golden.